# Горбенко, Анастасия
Анастасия Горбенко (ивр. אנסטסיה גורבנקו‎; род. 7 августа 2003, Хайфа) — израильская пловчиха.
Соревнуется на дистанциях 100 метров на спине, 100 метров брассом, 100 метров вольным стилем, 200 метров на спине, 200 метров брассом, 200 метров комплексным плаванием, 50 метров на спине, 4×100 метров вольным стилем, 4×100 метров комплексным стилем и 4×200 метров вольным стилем. Выиграла 7 золотых медалей чемпионатов мира и Европы, участвовала в 2 финалах Олимпийских игр, побила большинство национальных рекордов Израиля. Считается величайшей пловчихой Израиля всех времён.

## Биография
Родилась 7 августа 2003 года в Хайфе. Её родители Лариса и Владимир Горбенко иммигрировали в Израиль из Украины. Она выросла в Кирьят-Яме, Израиль. У неё есть старшая и младшая сёстры. Анастасия Горбенко обучалась в Институте имени Вингейта в Нетании и посещала среднюю школу Хоф ха-Шарон в кибуце Шфаим, где специализировалась на биологии.
В апреле 2016 года Анастасия Горбенко установила рекорд Израиля в возрасте 13 лет на дистанции 100 м брассом — 1:15,43.
В апреле 2017 года она установила рекорд Израиля для 14 лет на дистанции 100 м на спине (1:04,21) и на дистанции 200 м комплексным плаванием (2:19,15), а в июне 2017 года Анастасия Горбенко установила рекорд Израиля для 14 лет на дистанции 200 м брассом (2:35.94). В июле 2017 года на Маккабиаде 2017 года Горбенко выиграла золотые медали на дистанции 100 м среди юниоров вольным стилем, а также в женской эстафете 4×100 м вольным стилем.
В декабре 2021 года на чемпионате мира по плаванию на короткой воде в Абу-Даби Анастасия Горбенко завоевала две индивидуальные золотые медали: первую золотую медаль на дистанции 50 м брассом и вторую золотую медаль на дистанции 100 м комплексным плаванием. Таким образом, она установила и побила свои собственные национальные рекорды Израиля — на одном и том же мероприятии.
С 29 декабря 2021 года служит в ЦАХАЛе.
В 2024 году выиграла серебряную медаль на чемпионате мира по водным видам спорта 2024 года.